# Juvénal (hebdomadaire)
 (mars 2010).
Si vous disposez d'ouvrages ou d'articles de référence ou si vous connaissez des sites web de qualité traitant du thème abordé ici, merci de compléter l'article en donnant les références utiles à sa vérifiabilité et en les liant à la section « Notes et références ».
Juvénal était un « hebdomadaire pamphlétaire » publié à Paris.
Créé en 1932, d'abord à périodicité variable, le titre renvoyait au poète satirique romain de ce nom. Cette feuille d'échos comportant quelques articles de fonds ou éditoriaux paraissait chaque semaine. La première série disparut en mai 1940.
Toujours « hebdomadaire pamphlétaire », Juvénal reparut en 1948 et dura au moins jusqu'en 1962, période où il s'affirmait « Hebdomadaire de la Gauche Patriote ».
Les échos non signés de Juvénal étaient souvent redoutés des politiques et chefs d'entreprises d'où des accusations de chantage ou des procès.